# Нелеиды
Нелеиды (др.-греч. Νηλεῖδαι) — мифическая династия, потомки Нелея, сына Посейдона.
У Нелея было 11 сыновей, в том числе старший, Периклимен, и младший, Нестор, единственный из сыновей, кого пощадил Геракл.
Среди сыновей Нестора, унаследовавшего власть в Пилосе, были Писистрат, Антилох и Фрасимед.
Согласно преданию, Нелеиды были изгнаны из Мессении в результате вторжения дорийцев, предводительствуемых Гераклидами, и на своем многочисленном флоте эвакуировались из Пилоса в Аттику. По археологическим данным Пилос был разрушен и сожжен в конце XIII — начале XII века до н. э.
Возглавивший ионийскую миграцию последний пилосский царь Меланф, праправнук Периклимена, отстранил от власти правившего в Афинах потомка Тесея Фимета (согласно хронике Евсевия, в 1126 до н. э.) и сам стал царем. 
Его сыну Кодру пришлось отражать дорийское нашествие на Аттику, ради чего он в 1068 до н. э. пожертвовал собой. Потомки Кодра назывались Кодридами, а ветвь, правившая в Афинах до середины VIII века до н. э. в качестве пожизненных архонтов, также Медонтидами, по имени сына Кодра Медонта.
Другие сыновья Кодра в середине XI века до н. э. возглавили ионийское переселение на побережье Малой Азии, где захватили или основали несколько городов, образовавших область Ионию. Ранее отвергавшееся исследователями предание об Афинах, как отправной точке ионийской колонизации, ныне нашло частичное подтверждение в данных археологии.
Наиболее известным из ионийских Кодридов был Нелей, основавший колонию в Милете, где его потомки, также звавшиеся Нелеидами, царствовали до конца VIII века до н. э.
В Афинах к Нелею возводили своё происхождение, помимо Медонтидов, еще три эвпатридских рода — Алкмеониды (от Алкмеона, внука Фрасимеда), Пеониды (от Пеона, сына Антилоха) и Писистратиды (от Писистрата, сына Писистрата).